# العلاقات الإيطالية الناوروية
العلاقات الإيطالية الناوروية هي العلاقات الثنائية التي تجمع بين إيطاليا وناورو.

## مقارنة بين البلدين
هذه مقارنة عامة ومرجعية للدولتين:
| وجه المقارنة                                              | إيطاليا                                                  | ناورو                          |
| --------------------------------------------------------- | -------------------------------------------------------- | ------------------------------ |
| المساحة (كم2)                                             | 301.34 ألف                                               | 21                             |
| عدد السكان (نسمة)                                         | 60.60 مليون                                              | 10.08 ألف                      |
| الكثافة السكانية (ن./كم²)                                 | 201.1                                                    | 48.00 ألف                      |
| العاصمة                                                   | روما، فلورنسا، تورينو                                    | ضاحية يارين                    |
| اللغة الرسمية                                             | اللغة الإيطالية                                          | اللغة الناورونية، لغة إنجليزية |
| العملة                                                    | يورو، ليرة إيطالية                                       | دولار أسترالي                  |
| الناتج المحلي الإجمالي (بليون دولار)                      | 1.93 تريليون                                             | 113.88 مليون                   |
| الناتج المحلي الإجمالي (تعادل القوة الشرائية) بليون دولار | 2.26 تريليون                                             | 162.98 مليون                   |
| الناتج المحلي الإجمالي الاسمي للفرد دولار أمريكي          | 29.96 ألف                                                | 9.83 ألف                       |
| الناتج المحلي الإجمالي للفرد دولار أمريكي                 | 35.46 ألف                                                |                                |
| مؤشر التنمية البشرية                                      | 0.873                                                    |                                |
| رمز المكالمات الدولي                                      | +39                                                      | +674                           |
| رمز الإنترنت                                              | .it                                                      | .nr                            |
| المنطقة الزمنية                                           | توقيت وسط أوروبا، ت ع م+01:00، ت ع م+02:00، أوروبا/روما ‏ | ت ع م+12:00                    |

## منظمات دولية مشتركة
يشترك البلدان في عضوية مجموعة من المنظمات الدولية، منها:
| علم المنظمة | اسم المنظمة                   | تاريخ انضمام إيطاليا | تاريخ انضمام ناورو |
| ----------- | ----------------------------- | -------------------- | ------------------ |
|             | يونسكو                        | ?                    | 17 أكتوبر 1996     |
|             | الاتحاد البريدي العالمي       | ?                    | ?                  |
|             | منظمة الشرطة الجنائية الدولية | ?                    | ?                  |
|             | الأمم المتحدة                 | 14 ديسمبر 1955       | 14 سبتمبر 1999     |
|             | بنك التنمية الآسيوي           | 1966                 | 1991               |
|             | الاتحاد الدولي للاتصالات      | 1866                 | 10 يونيو 1969      |
|             | منظمة حظر الأسلحة الكيميائية  | ?                    | ?                  |

## وصلات خارجية
- موقع وزارة الخارجية الإيطالية